# Бекер (город, Миннесота)
Бекер (англ. Becker) — город в округе Шербурн, штат Миннесота, США. На площади 23,5 км² (22,4 км² — суша, 1,1 км² — вода), согласно переписи 2002 года, проживают 2673 человека. Плотность населения составляет 119,1 чел./км².
- Телефонный код города — 763
- Почтовый индекс — 55308
- FIPS-код города — 27-04618[2]
- GNIS-идентификатор — 0639848[3]